# 카트린 드 메디시스
카트린 드 메디시스(프랑스어: Catherine de Médicis [katʁin də medisis][*], 1519년 4월 13일 - 1589년 1월 5일)는 프랑스의 왕비이자 섭정이다. 카트린은 아버지 우르비노 공 로렌초 2세 데 메디치와 부르봉가의 피가 흐르는 어머니 마들렌 드 라 투르 도베르뉴의 딸로 본명은 카테리나 마리아 로물라 디 로렌초 데 메디치(이탈리아어: Caterina Maria Romula di Lorenzo de' Medici)이나, 그냥 간단하게 카테리나 데 메디치(이탈리아어: Caterina de' Medici [kateˈriːna de ˈmɛːditʃi][*]) 라고도 한다.

## 유년기

### 출생과 성장
카트린은 1519년 4월 13일 피렌체에서 태어났다. 그녀는 출생 직후 부모님을 모두 잃었다. 로렌초 2세 데 메디치와 그의 부인 오베르뉴 백작의 딸 마들렌 드라 투르사이에서 태어난 유일한 자녀로서 메디치 가문의 합법적인 상속인이자 후계자이다. 아버지 로렌초 2세의 숙부이자 카트린의 종조부(從祖父)인 교황 레오 10세(재위 1513~21)는 카트린을 자신이 손길이 미치는 곳에 두기 위해 로마로 데려왔다. 카트린은 그곳에서 할머니 알폰시나 오르시니, 고모할머니 루크레치아, 고모 클라리체 등의 보살핌을 받았다.
프랑수아 1세는 교황 레오 10세에게 카트린의 후견인이 되게 해 달라고 요구했지만 레오 10세는 이를 거절했다. 레오 10세는 동생 줄리아노의 서자인 이폴리토 데 메디치와 결혼시켜 피렌체를 공동통치시킬 생각이었다. 하지만 1521년 교황이 갑작스럽게 세상을 뜨면서 카트린은 이모부 스코틀랜드의 알바 공작의 보호 하에 고모할머니 루크레치아의 손에서 자랐다.

### 전쟁과 피난
1523년 카트린의 재종조부(再從祖父) 줄리오 데 메디치가 교황 클레멘스 7세로 즉위했고 카트린은 리카르디궁에서 생활하게 되었다. 1526년에 교황 클레멘스 7세는 카를 5세와 대립중에 이탈리아 도시 국가들과 동맹을 맺고 황제 카를 5세를 상대로 코냑동맹전쟁을 일으켰다. 이탈리아 반도가 혼란스러운 상황에서 교황령의 수도 도시 로마는 1527년 카를 5세의 군대에게 파괴되었다(로마 약탈). 피렌체에서는 공화주의자들의 주동으로 시민 반란이 일어나 피렌체의 통치 가문이었던 메디치 가문의 일족들이 추방당하였다.
피렌체를 미처 탈출하지 못한 카트린은 여러 수녀원으로 피해다니며 많은 질곡을 겪었다. 코냑동맹전쟁에서 패배한 교황 클레멘스 7세는 황제 카를 5세와 밀약을 맺고 1529년에 피렌체를 침공하여 공화파를 제거한 후 메디치 가문의 통치권을 되찾았다.(피렌체 공선전) 안정을 되찾은 후 교황 클레멘스 7세는 카트린을 로마로 데려왔고 카트린의 신랑감 찾아주기에 나섰다.

## 결혼

### 귀천상혼
그녀가 프랑스 왕가로 시집간 까닭은 이탈리아를 흠모했던 프랑수아 1세 의지가 상당수 반영되었던 것으로 여겨진다. 여러 차례 이탈리아 원정에 직접 참여하였던 프랑수아 1세는 이탈리아 예술에 흠뻑 빠져있었다. 그래서 레오나르도 다 빈치등 피렌체 출신 여러 예술가를 초빙하여 파리의 궁궐 건축 등을 의뢰하였다. 이로 말미암아 파리가 오늘날과 같은 예술 도시로 거듭나게 되었다.
프랑수아 1세가 처음 카트린과 아들 앙리의 결혼을 계획했을 때에도 프랑스 귀족들 반발은 심했다. 이 때문에 프랑수아 1세는 건강한 왕태자 프랑수아를 제치고 앙리가 왕이 될 리는 없으며 따라서 카트린은 어디까지나 오를레앙 공작 부인일 뿐 왕비가 되지는 못한다고 대신들을 설득했다. 시아버지인 프랑수아 1세는 카트린에게 매우 우호적이었으며 차남 앙리와 결혼에도 적극적이었다. 교황 클레멘스 7세도 이 결혼 제의를 받아들여 카트린과 프랑수아의 둘째 아들 앙리와의 결혼을 결정하고, 1533년 마르세유에서 식을 거행하게 했다.

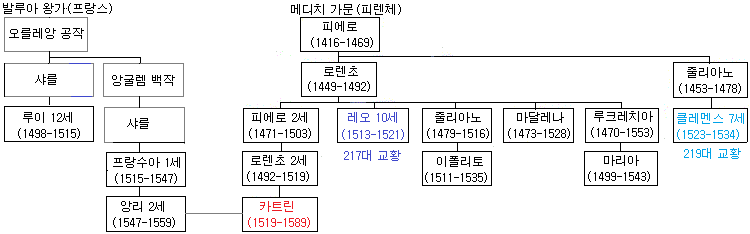
앙리 2세와 카트린의 가계도

카트린은 1533년 9월 1일 피렌체를 떠났고 10월 11일 마르세유에 도착했다. 프랑수아 1세는 아들을 카트린과 결혼시켜서 밀라노 공작령을 맡을 수 있을 것이라 생각했지만 클레멘스 7세는 그럴 의향이 전혀 없었다. 대부호로 알려진 메디치 가문이었으나, 카트린이 결혼할 당시 파산에 가까운 상태로, 그녀가 혼수로 가져간 보석들은 메디치의 소유가 아닌 클레멘스 7세가 빼돌린 교황청의 소유였으며, 클레멘스 7세는 카트린의 지참금으로 약속된 금액을 끝내 지불하지 않았다. 그러나 결혼 당시 카트린이 데려간 이탈리아의 요리사들과 식사 예절은 이후 미식으로 이름난 프랑스 요리의 시발(始發)이 되었다.

### 결혼생활
카트린 드 메디시스는 메디치 가문 출신답게 본심을 드러내지 않는 신중함을 갖추고 있었고 상대를 능수능란하게 칭찬할 줄 알았다. 그녀는 아름다운 용모를 갖지는 못했지만 뛰어난 화술과 교양으로 상대방을 사로잡았다. 카트린은 밝고 활달한 성격이었고, 그리스어와 라틴어를 구사할 수 있었다. 지리학과 천문학, 물리학, 수학에도 방대한 지식을 갖추고 있었으며, 튈르리, 슈농소 궁전을 직접 설계할 만큼 건축에도 재능이 있었다. 무엇보다도 그녀는 당시 가장 세련되었던 이탈리아 문화의 결집체였다. 때문에 시아버지인 프랑수아 1세와 그의 누이 마르그리트 드 나바르와 친근하게 지냈다.
프랑수아 1세는 카트린에게 많은 조언을 해주었으며, 마르그리트는 몇 안 되는 카트린의 후원자였다. 교황 클레멘스 7세가 죽고 카트린을 통해 얻을 수 있는 것이 아무것도 없다는 것을 안 뒤에도, 프랑수아 1세는 며느리를 되돌려 보내지 않았다. 카트린은 시아버지를 진심으로 존경하고 무조건적으로 복종했으며, 사냥을 따라다니기 위해 새로운 승마법을 고안하기도 했다. 또한 시아주버니 프랑수아 왕세자 및 시동생 샤를과도 원만한 사이를 유지했다.

### 자녀들
갑작스러운 왕태자 프랑수아의 사망으로, 왕자비에서 왕태자비가 된 카트린에게 프랑스의 여론은 지극히 적대적이었다. 그녀는 당대 이탈리아의 명문인 메디치 가문의 출신이었음에도 상인의 딸이라는 비방을 들었다. 특히 카트린은 결혼한 지 10년이 지나도록 아이를 낳지 못해 폐위 문제까지 불거졌다. 1538년 앙리가 필리파 두치(Filippa Duci)라는 이탈리아 여자에게서 사생아 디안 드 프랑스를 얻고 난 다음부터는 자식이 생기지 않는 원인이 카트린에게 있다는 인식이 퍼졌다.
하지만 카트린은 1544년 태어난 프랑수아 2세를 시작으로 샤를 9세, 앙리 3세, 그리고 마고로 유명한 마르그리트 드 발루아 등 모두 10명의 자식을 낳았다. 그러나 자식들은 대부분 어린 시절 죽거나 어머니보다 일찍 세상을 떠났다. 장자 프랑수아 2세는 스코틀랜드의 여왕 메리 스튜어트와 혼인했으며, 1559년 장녀 엘리자베스는 에스파냐의 펠리페 2세와 혼인했다. 샤를 9세는 오스트리아의 엘리자베트와 혼인했으며, 가장 유명한 딸 마르그리트는 훗날 앙리 4세가 되는 앙리 드 나바르와 결혼했고 이 결혼은 로마 가톨릭 교도들의 개신교도 학살 사건인 바르톨로뮤의 대학살이 일어나는 계기가 되었다.

### 정부 푸아티에
프랑수아 1세의 사후, 1547년 앙리 2세가 즉위하면서 카트린은 프랑스의 왕비가 된다. 그러나 카트린이 프랑스로 오기 전부터, 남편 앙리 2세는 20세 연상인 노르망디 법관의 아내 디안 드 푸아티에를 정부(情婦)로 두고 있었다. 디안은 앙리의 총애를 등에 업고 사실상 프랑스의 왕비로 행세했으며, 상당한 부정축재를 하는 한편 카트린의 아들들을 빼앗아 가정교사에게 맡겨버렸다. 카트린은 이름뿐인 왕비로 소외당했고, 이러한 상황은 앙리 2세가 사망할 때까지 이어졌다. 그럼에도 카트린은 남편 앙리 2세를 깊이 사랑했고, 그의 관심을 끌고자 많은 노력을 기울였다.

## 섭정 시절

### 앙리 2세 사망
제8차 이탈리아 전쟁을 종결하기 위해 1559년 4월에 체결한 카토-캉브레지 조약에 따라 장녀 엘리자베트와 스페인 왕 펠리페 2세 간에 혼인이 성사되었다. 1559년 6월에 대리 결혼식이 진행되었는데, 그 축하연에서 남편 앙리 2세는 몽고메리 백작과의 마상시합에서 발생한 사고로 급사하게 된다. 남편을 사랑했던 카트린은 큰 충격을 받았으며, 죽을 때까지 검은 상복을 입었다. 같은 해 그녀의 장남 프랑수아 2세가 즉위하게 되지만, 기즈 가문의 세력이 강력했기 때문에 카트린은 실권을 잡지 못했고, 프랑수아 2세가 일찍 죽고 차남인 샤를 9세가 10살의 나이로 즉위하면서 본격적인 섭정으로 나서게 된다. 이후 샤를 9세마저 세상을 떠나고 앙리 3세가 즉위하게 되며 섭정을 그만두지만, 이후로도 정치적인 힘을 발휘했다.

### 종교전쟁
1517년 루터의 종교개혁 이후, 프랑스는 로마 가톨릭교도와 칼뱅주의를 따르는 개신교도(위그노)의 대립이 차츰 격화되고 있었다. 더욱이 프랑수아 1세 때부터 누적된 막대한 적자로 프랑스의 재정은 사실상 파탄 지경이었다. 카트린의 가장 큰 목표는 프랑스를 유지하고 왕권을 확립하는 것이었고, 이 목적을 위해 개신교도와는 물론 투르크와의 협상도 마다하지 않았다. 그녀가 발표한 앙부아즈 칙령이나 로모랭탕 칙령은 로마 가톨릭, 개신교의 신앙을 초월하여 프랑스 왕가에의 충성을 정립하는 내용을 골자로 하고 있다.

### 협상가 카트린
카트린이 가장 큰 성과를 보였던 분야는 외교 정책이었다. 그녀는 협상을 통해 많은 성과를 이끌어냈으며, 그 중 하나는 아들 앙리 3세를 단기간이지만 폴란드의 왕으로 즉위시킨 것이다. 하지만 카트린은 복잡한 세력들과의 조율을 위해 시간을 끌거나 판단을 유보했으며, 이 때문에 우유부단하다는 평가를 듣기도 했고 어느 편에게서도 신뢰를 얻지 못할 때도 있었다. 로마 가톨릭 교도들에게 카트린은 개신교도들에게 지나치게 많은 것을 양보했다고 비난을 받았으며, 에스파냐의 알바 공은 카트린의 온건한 정책을 비난하며 좀 더 적극적으로 개신교도들을 탄압할 것을 요구했다.

### 바르톨로뮤 대학살
카트린은 노스트라다무스를 비롯한 주술, 점성술에 심취했으며, 노스트라무스가 카트린에게 보냈던 문서는 현재 남아있다. 그리고 카트린은 독을 이용해 주요 인물들을 암살했다는 의혹을 받고 있는데, 특히 잔 달브레를 독살하고 성 바르톨로메오 축일 학살을 촉발했다는 혐의는 유명하다. 이 때문에 카트린은 이탈리아 출신의 사악한 악녀로의 혐의를 받게 되나, 외교정책에서 드러났던 그녀의 복잡한 태도를 본다면 이같은 설은 재고가 필요할 것으로 보인다.

## 말년
카트린은 1589년 1월 5일 블루아에서 사망했다. 카트린이 섭정이 된 이래 프랑스는 4번의 내전이 이어졌으며, 왕이 요절하는 등 재난이 끊이지 않았다. 카트린은 왕권에 도전하는 기즈 가문과 거듭 대립하는 한편, 나바르와 손을 잡으면서 프랑스 왕권 확립에 애썼다. 비록 그녀의 마지막 아들인 앙리 3세는 8개월 뒤 암살당하지만, 사위 앙리 드 나바르가 앙리 4세로 즉위하면서 강력한 프랑스 왕권의 기초를 세우게 된다.

## 자녀
- 프랑수아 2세(François II, King of France, 1544 ~ 1560)
- 엘리자베트, 에스파냐의 왕비(Elizabeth, Queen consort of Spain, 1545 ~ 1568)
- 클로드, 로렌 공작 부인(Claude, Duchess consort of Lorraine, 1547 ~ 1575)
- 루이 3세, 오를레앙 공작(Louis, Duke of Orléans, 1549 ~ 1550)
- 샤를 9세(Charles IX, King of France, 1550 ~ 1574)
- 앙리 3세(Henry III, King of France, 1551 ~ 1589)
- 마르그리트, 프랑스와 나바라의 왕비(Marguerite, Queen consort of France and Navarre, 1553 ~ 1615)
- 에르퀼 프랑수아, 알랑송 공작(Hercule François, Duke of Alençon, 1555 ~ 1584)

## 참고 문헌
- 장 오리외 저, 이재형 역, 카트린 드 메디치, 들녘, 2005[쪽 번호 필요]
- 김복래 저, 프랑스왕과 왕비, 북코리아(Bookorea), 2006[쪽 번호 필요]